# South Wonston
South Wonston is een civil parish in het bestuurlijke gebied Winchester, in het Engelse graafschap Hampshire met 2811 inwoners.